# Sindrome del tunnel carpale
La sindrome del tunnel carpale è una neuropatia dovuta all'irritazione o alla compressione del nervo mediano nel suo passaggio attraverso il canale carpale.

## Sintomatologia
La sindrome è dovuta più frequentemente al processo infiammatorio della borsa tendinea dei flessori (tenosinovite acuta o cronica), che determina la coessione del nervo mediano al canale carpale.
Può manifestarsi in corso di gravidanza, nei soggetti affetti da ipotiroidismo, nei malati di artrite reumatoide; è soprattutto molto frequente (23% contro 1% di pazienti del campione di controllo) in chi soffre di fibromialgia. Altri soggetti a rischio sono tutti coloro che utilizzano le mani per lavori di precisione e tipicamente ripetitivi o per lavori pesanti che richiedono l'uso di macchine vibranti.
La sindrome si manifesta più spesso nei soggetti femminili ultraquarantenni (ma anche agli uomini e donne trentenni che fanno sforzi come giocare a bowling, muovere ripetutamente il mouse, usare il martello pneumatico, suonare strumenti musicali quali il pianoforte, il violino, la batteria o le percussioni, contatti disturbi della sensibilità (dolore, parestesia) e ipostenia che colpiscono le prime 3 dita (pollice, indice e medio) e la metà radiale del quarto dito della mano. Tali disturbi, che si presentano prevalentemente durante la notte, possono evolvere, nei casi più gravi, in una progressiva e irreversibile perdita della sensibilità alle prime 3 dita e alla mano dal lato volare, palmare, seguita da ipo-atrofia dei muscoli della mano (muscoli tenari).
Il paziente avrà difficoltà a eseguire lavori con le dita, come stappare una bottiglia o lavorare a maglia ed eseguire lavori di precisione.
Nelle fasi iniziali il paziente lamenta parestesie a scossa, tipo formicolio. Clinicamente il dolore e le parestesie possono essere evocati attraverso la percussione fasica a livello del tunnel carpale (segno di Tinel). Se il paziente lamenta la comparsa di scosse il segno è da considerarsi positivo. Altro segno caratteristico è la manovra di Phalen che consiste nel tenere iperflessi i polsi l'uno contro l'altro per 1 minuto: la comparsa di parestesie è da considerarsi un segno positivo per la sindrome.

## Diagnosi
La valutazione clinica della sindrome avviene attraverso la raccolta dei sintomi lamentati dal paziente e attraverso le manovre ortopediche sopracitate. La diagnosi si certifica con l’elettromiografia.

## Trattamento
Il trattamento è all'inizio medico attraverso una oculata infiltrazione di cortisone nelle fasi iniziali. Quando la sindrome è cronica è preferibile il trattamento chirurgico in anestesia locale che consiste in un rilascio del nervo al carpo (sindesmotomia del legamento trasverso del carpo). Ciò può avvenire attraverso due procedure diverse, una definita a incisione ampia che crea un'incisione nel palmo della mano e che ha la conseguenza di un periodo di recupero di circa 90 giorni salvo complicazioni creati dalla grossa cicatrice oppure attraverso una tecnica chirurgica endoscopica la quale crea una piccola incisione (0,2 - 0,5 cm) in sede carpale, volarmente e che consente un recupero e quindi possibilità di utilizzo della mano immediata. Attualmente la tendenza della medicina (gold standard) punta alla procedura endoscopica che ha numerosi benefici e minor rischio di complicazioni e durata identica a quella aperta.
A intervento eseguito il dolore si risolve velocemente, mentre le parestesie possono perdurare anche per alcune settimane in quanto il nervo, quando molto compresso, recupera molto lentamente. Se la compressione è durata troppo a lungo con un'atrofia degli assoni, il nervo non recupera più nonostante l'intervento.

## Prevenzione e postura
La posizione corretta nell'uso della tastiera permette di ridurre la sindrome del tunnel carpale. In Italia l'uso professionale delle tastiere, l'altezza, le caratteristiche della corretta posizione seduta e le altre indicazioni sull'argomento sono stabilite dal D. Lgs. 9 aprile 2008, n. 81 (Testo unico sulla sicurezza nei luoghi di lavoro).